# Reichenbacher Konventionen (1813)
Die Konventionen von Reichenbach vom Juni 1813 wurden während der Befreiungskriege im schlesischen Reichenbach (Dzierżoniów) abgeschlossen. Es wurden dabei bilaterale Beistands- und Subsidienverträge zwischen Großbritannien auf der einen und Russland und Preußen auf der jeweils anderen Seite vereinbart. Von besonderer Bedeutung war das österreichisch-russisch-preußische Bündnis vom 27. Juni, in dem sich Österreich erstmals eindeutig auf die Seite der Koalition stellte.

## Geschichte
Während des Waffenstillstandes von Pläswitz, dem der für die Verbündeten schwierig verlaufende Frühjahrsfeldzug von 1813 vorausgegangen war, entwickelten Preußen und Russland erhebliche diplomatische Anstrengungen, um das Bündnis, dem sich am 22. April bereits Schweden durch ein bilaterales Abkommen mit Preußen angenähert hatte, noch weiter zu vergrößern. Im Hauptquartier der Alliierten Alexander I. und Friedrich Wilhelm III. in Reichenbach wurden nach Vorverhandlungen auf dem ostböhmischen Schloss Opočno insgesamt drei unterschiedliche Verträge unterzeichnet:
- Am 14. Juni wurde ein britisch-preußischer Subsidien- und Beistandsvertrag abgeschlossen. Darin wurde die Wiederherstellung der von Frankreich eroberten Staaten als Ziel des Krieges vereinbart. Preußen verpflichtete sich, eine Armee von mindestens 80.000 Mann in den Kampf zu führen. Dafür sagte Großbritannien die Zahlung von monatlich 666.666 Pfund Sterling zunächst bis zum Ende des Jahres 1813 zu. Die britische Marine sollte das preußische Territorium und den Handel schützen. Hinzu kamen Bestimmungen über die Ausgabe von Banknoten als einer Art gemeinsamen britisch-preußisch-russischen Währung in Höhe von 5 Millionen Pfund, die nur für Kriegszwecke verwendet werden sollten. In einem geheimen Zusatzabkommen sicherte Großbritannien die Hilfe bei der Wiederherstellung Preußens in den Grenzen von 1806 zu. In diesen Zusammenhang gehörte auch, dass Preußen der Wiedereinsetzung der beiden Linien Braunschweig-Lüneburg und der Erweiterung Hannovers um 250.000 bis 300.000 Einwohner unter Einbeziehung des Hochstifts Hildesheim zustimmte.

- Am 15. Juni wurde ein russisch-britisches Abkommen vereinbart, wobei sich England verpflichtete, an Russland 1.333.334 englische Pfund zu zahlen, die für die Kriegsführung gegen Napoleon verwendet werden sollten. im Gegenzug verpflichtete sich Russland, eine Armee von 150.000 Mann aufzustellen[1].

- Am 27. Juni schließlich wurde ein geheimes Abkommen zwischen Russland, Preußen und Österreich abgeschlossen. In diesem bekannte sich Österreich erstmals eindeutig zur Koalition. Kaiser Franz I. verpflichtete sich, Frankreich den Krieg zu erklären, sollte dieses nicht bis zum 20. Juli einige Bedingungen erfüllen. Dazu gehörte das Ende des Großherzogtums Warschau und die Aufteilung dieses Gebietes unter Russland, Preußen und Österreich. Außerdem mussten Danzig an Preußen kommen und alle französisch besetzten Festungen in Preußen geräumt werden. Die Illyrischen Provinzen sollten zurück an Österreich fallen. Außerdem sollte die Unabhängigkeit der Hansestädte wieder hergestellt werden. Die österreichische Kriegsarmee sollte mit 150.000 und die preußische 80.000 Mann aufgestellt werden. Nachdem Napoleon auf dem Prager Friedenskongress, wie erwartet, nicht auf die Forderungen eingegangen war, erklärte Österreich Frankreich am 11. August 1813 den Krieg.